# Phyllozelus infumatus
Phyllozelus infumatus är en insektsart som beskrevs av Brunner von Wattenwyl 1893. Phyllozelus infumatus ingår i släktet Phyllozelus och familjen vårtbitare. Inga underarter finns listade i Catalogue of Life.